# Бэттл, Кэтлин
Кэтлин Бэттл (англ. Kathleen Battle; род. 13 августа 1948[…], Портсмут, Огайо) — американская оперная и камерная певица (лирико-колоратурное сопрано), много концертировала со спиричуэлс, пятикратный лауреат премии «Грэмми».

## Биография
Родилась 13 августа 1948 года в Портсмуте, Огайо.
Дебютировала на оперной сцене в 1975 году.
Среди записей — оперы Рихарда Штрауса, вокально-симфонические произведения Феликса Мендельсона, Карла Орфа, Джоакино Россини.

## Награды и премии
- 1985 — Премия Лоренса Оливье за роль Зербинетты в «Ариадне на Наксосе»[4]
- 1986 — Премия «Грэмми»[5]
- 1987 — Премия «Грэмми» в двух номинациях
- 1992 — Премия «Грэмми»[5]
- 1992 — Премия «Эмми»[6]
- 1993 — Премия «Грэмми»[5]